# Aulacizes erythrocephala
Aulacizes erythrocephala är en insektsart som först beskrevs av Ernst Friedrich Germar 1821.  Aulacizes erythrocephala ingår i släktet Aulacizes och familjen dvärgstritar. Inga underarter finns listade i Catalogue of Life.